# Candidatura testimonial
Candidatura testimonial es un concepto para definir a los candidatos que no tienen prácticamente ninguna posibilidad de ganar las elecciones, como fue por ejemplo el caso de Gladys Marín en Chile.
En Argentina casi una década después se utilizó dicho concepto para referirse a un cierto tipo de candidaturas electorales en las que  dirigentes o personalidades de un partido político se ponen a la cabeza de las listas de candidatos, aún sin la intención real de asumir el cargo de resultar electo. en las Elecciones legislativas de Argentina de 2009 la Coalición Cívica, Frente para la Victoria,  y PRO recurrieron a candidaturas consideradas testimoniales. El Jefe de Gobierno de la Ciudad de Buenos Aires, Mauricio Macri, fue criticado por impulsar la candidatura testimonial de Gabriela Michetti, vicejefa de la ciudad. La vicejefa del gobierno porteño renunció a su cargo poco después, para poder presentarse en forma normal, afirmando que la presentación de candidaturas testimoniales "me parece una truchada marca cañón".

## Características
La característica esencial de la candidatura testimonial, como es entendida en Argentina, es la intención del candidato de no asumir el cargo en caso de resultar electo. Su legalidad está discutida entre los especialistas: quienes aceptan la misma sostienen que un Estado de derecho no puede juzgar anticipadamente los actos futuros de los ciudadanos ni prohibirles renunciar a un cargo; quienes la rechazan sostienen que presentarse como candidato sin intención de asumir es incompatible con la función representativa. Entre los analistas políticos, quienes aceptan la legitimidad de la candidatura testimonial consideran que la base de la democracia radica en los partidos políticos y no en las candidaturas individuales, en tanto que quienes rechazan su legitimidad, hacen hincapié en la relación personal entre representante y representado.
La característica esencial de la candidatura testimonial, como es entendida en Chile, es su bajísima probabilidad de éxito electoral, esperada en especial por los contrincantes políticos de ella.
Pocas veces los candidatos con bajos resultados de encuesta están dispuestos a reconocer que sus candidaturas sean solo testimoniales. En caso contrario justifican su candidatura como un gesto de sentar un precedente histórico que dé testimonio de una determinada convicción que ha sido capaz de unir a sus partidarios, y de ahí se desprende su nombre.

## Casos

### Argentina

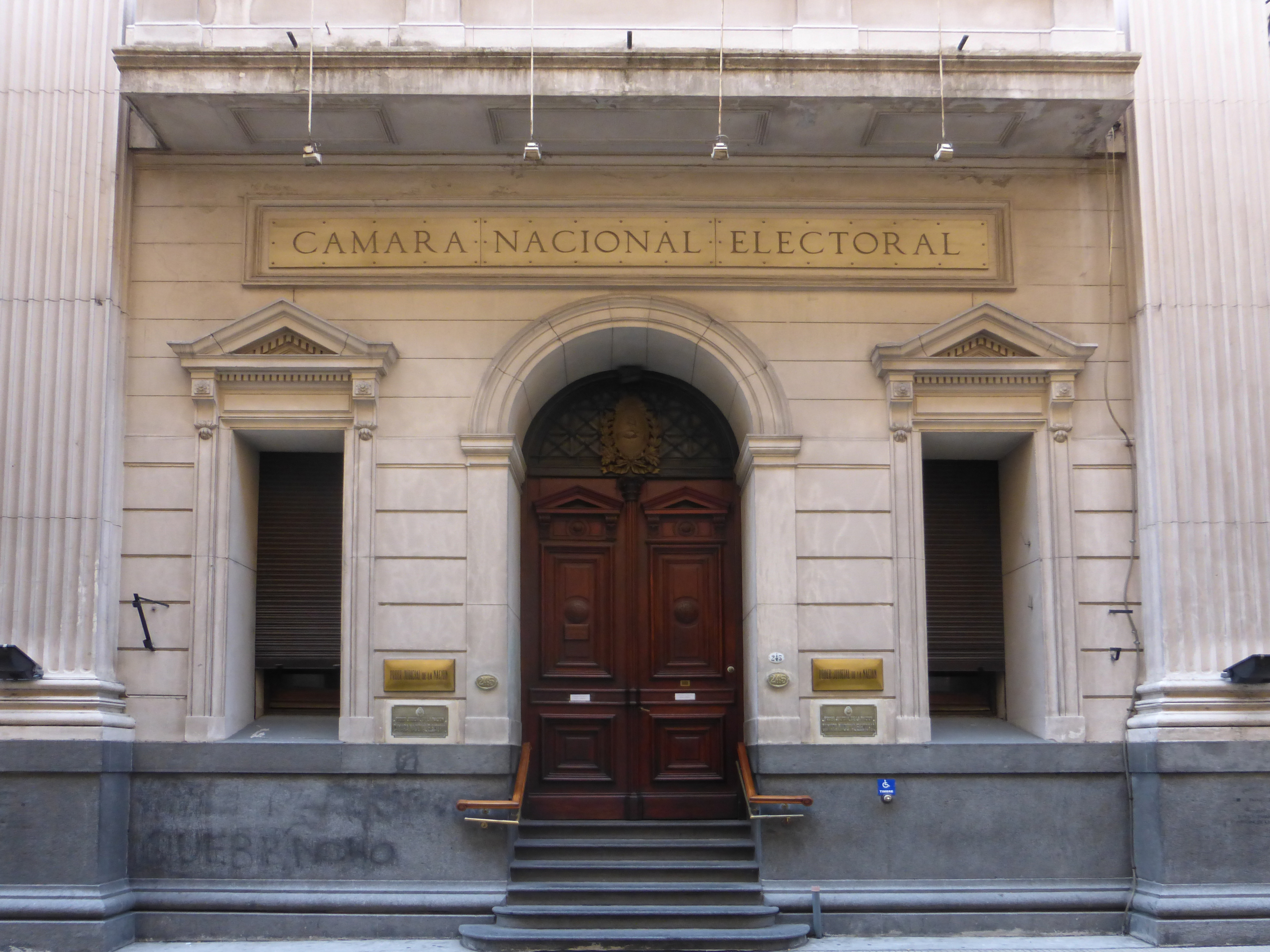
La Cámara Nacional Electoral avaló las candidaturas, aunque luego solicitó que investigaran si eran efectivamente válidas.

A lo largo de la historia electoral argentina se dio el caso de al menos 40 gobernadores incluyendo los casos de los gobernadores Eduardo Angeloz, Óscar Aníbal Castillo, Enrique Carbó y Alberto José Iturbe, de la UCR, que se presentaron como candidatos a senadores mientras desempeñaban el cargo de gobernador, e informa que en la historia argentina nunca se había impugnado a un candidato por esta causal.
En las Elecciones legislativas de Argentina de 2009 la Coalición Cívica, Frente para la Victoria,  y PRO recurrieron a candidaturas consideradas testimoniales, aunque la vicejefa de Gobierno de la Ciudad de Buenos Aires Gabriela Michetti renunció a su cargo tras ser elegida como diputada en las elecciones.
En 2007 se utilizó el concepto de candidaturas testimoniales para referirse a un cierto tipo de candidaturas electorales en las que dirigentes o personalidades de un partido político se ponen a la cabeza de las listas de candidatos, aún sin la intención real de asumir el cargo de resultar electo. Lo que generó una polémica ya que pese a que la Coalición Cívica criticó su uso por parte de otros partidos, incluyó en sus boletas varias son las candidaturas testimoniales en las listas del Acuerdo Cívico Social, integrado por la UCR, la Coalición Cívica, el cobismo, el ARI y el Partido Socialista (PS). Entre ellas, figura la del tercer candidato a diputado nacional por la provincia de Buenos Aires, el intendente de San Pedro, Mario Barbieri. En la misma situación están Damián Itoiz (diputado) y Malena Baro (senadora), funcionarios de la Municipalidad de Junín. La candidatura testimonial ha sido comparada con la candidatura incompatible, en la que una misma persona se presenta simultáneamente como candidato a dos cargos incompatibles (ej.: presidente y senador).
Los medios de comunicación han informado también que un importante número de intendentes y funcionarios municipales, de distintos partidos políticos, presentaron candidaturas similares a nivel municipal> sin embargo, las mismas no han sido impugnadas por los partidos políticos.
Eugenio Zaffaroni, ministro de la Corte Suprema, criticó a las candidaturas testimoniales y las consideró una consecuencia propia del sistema de gobierno presidencialista, proponiendo en cambio adoptar uno parlamentario.
El 31 de julio de 2009, a raíz de una presentación efectuada por el diputado electo y abogado del Acuerdo Cívico y Social Ricardo Gil Lavedra, la Cámara Nacional Electoral. Dos candidaturas a diputado nacional fueron impugnadas por la UCR, el ARI y el partido GEN, atribuyéndoles ser testimoniales: la del gobernador de la Provincia de Buenos Aires, Daniel Scioli, y la del Jefe de Gabinete, Sergio Massa.[cita requerida] La justicia, sin embargo las consideró válidas y había autorizado las postulaciones de ambos. El máximo tribunal declaró abstracta la cuestión. Posteriormente volvería a utilizarse el formato de candidaturas testimoniales. En 2007 a raíz de las candidaturas testimoniales la Coalición Cívica criticó su uso por parte de otros partidos, pero paralelamente incluyó en sus boletas varias candidaturas testimoniales en las listas del Acuerdo Cívico Social. Entre ellas, figura la del tercer candidato a diputado nacional por la provincia de Buenos Aires, el intendente de San Pedro, Mario Barbieri. En la misma situación estaban Damián Itoiz (diputado) y Malena Baro (senadora).

### Chile
En Chile este concepto se ha empleado para designar a las candidaturas que, según las encuestas, no tienen prácticamente ninguna posibilidad de ganar las elecciones, como fue por ejemplo el caso de Gladys Marín que en las elecciones presidenciales de 1999 obtuvo solo el 3,19 % de los votos. No obstante, este caso no guarda relación alguna en lo que se refiere a una estafa para los votantes.
Varios candidatos y precandidatos de las elecciones presidenciales de 2013, como por ejemplo: Roxana Miranda, Tomás Jocelyn-Holt, Franco Parisi, Marcel Claude, Andrés Velasco y Claudio Orrego, se ven obligados a tener que rebatir a los periodistas que con frecuencia afirman que sus candidaturas son meramente testimoniales.[cita requerida]
En 2015 la UDI, tomó la decisión de llevar a un candidato testimonial frente a la sepultura nacional que significó el procesamiento de los líderes por el caso Soquimich, sobre presunto financiamiento irregular de campañas políticas y fraude al Fisco.

### México
El mismo término se ha utilizado para describir la candidatura de Gerardo Mora, quien sustituye a Gregorio Sánchez como candidato a la gobernatura de Quintana Roo, pero él rechazó que su campaña sea 'testimonial'. La Comisión Política Nacional del PRD determinó que Gerardo Mora se convirtiera en candidato a la gobernatura de Quintana Roo, luego de que el Tribunal Electoral del Poder Judicial de la Federación (TEPJF) determinó que Gregorio Sánchez Martínez no podía contender, al no gozar de derechos políticos por tener un auto de prisión formal en su contra.